# クイズ!オンリー1
『クイズ!オンリー1』（クイズ!オンリーワン）は、TBS系列で放送されているクイズバラエティ番組の特別番組である。

## 概要
クイズの正解者がわずか1名だったら賞金100万円が贈られるクイズ番組。
タイトルロゴは『ウルトラシリーズ』をイメージしており、場面転換時にはウルトラ兄弟が去る時の「シュワー!!」、出題時には『帰ってきたウルトラマン』OPタイトル部、解答発表時にはカラータイマーが鳴る音など、『ウルトラシリーズ』に使用されたBGMが使われている。

## 放送リスト
| 回 | 放送日         | 放送時（JST）      | ゲスト | 備考                                                    |
| -- | -------------- | ------------------ | --- | ------------------------------------------------------- |
| 1  | 2019年6月15日  | 土曜14:00 - 14:54  | | 『土曜☆ブレイク』枠で放送                               |
| 2  | 2019年10月15日 | 火曜19:00 - 20:57  | 波瑠、中川大志、松下由樹、鈴木伸之、福地桃子、眞鍋かをり、澤部佑、藤田ニコル                                                 | 20:54の『JNNフラッシュニュース』は内包                  |
| 3  | 2020年4月21日  | 火曜19:00 - 20:57  | 岡部大（ハナコ）、城田優、山之内すず                                                                                         | 20:54の『JNNフラッシュニュース』は内包                  |
| 4  | 2021年2月6日   | 土曜 19:00 - 21:00 | 河北麻友子、佐々木久美（日向坂46）、チョコレートプラネット（長田庄平、松尾駿）、ぺこぱ（シュウペイ、松陰寺太勇）、間宮祥太朗 | 18:55 - 19:00には『もうすぐクイズ!オンリー1』を別途放送 |

## 出演者

### 司会
- 設楽統（バナナマン）
- 澤部佑（ハライチ）※初回のみ
- 藤田ニコル ※初回のみ

### 進行
- 宇賀神メグ（TBSアナウンサー）※2回目以降

## 放送内容
| 放送日         | 出演者 | テーマ                 | 備考 |
| -------------- | --- | ---------------------- | --- |
| 2019年6月15日  | やくみつる、はなわ、塙宣之（ナイツ）、タケタリーノ山口（瞬間メタル）、ろぱ仔（下町ミュンスター）、西田淳裕（キンボシ）、アイリ | 相撲                   | 最終問題で、西田淳裕がオンリー1を達成。100万獲得。 |
| 2019年6月15日  | 谷繁元信、G.G.佐藤、遠藤章造（ココリコ）、ニッチロー'、喜入友浩（TBSアナウンサー） | 野球                   | 成功者なし |
| 2019年10月15日 | 西垣公昭、若林倫香、藤井幸大、北斗晶、西川剛史、タケムラダイ、あまこようこ、原田たかし、安めぐみ、山本純子、紺野美沙子、野口純子、佐藤巳喜夫（「冷食タイムス」社長）、中村大、天明麻衣子、松本明子、上野健太、吹上さとし                                                                                | 冷凍食品               | 最終問題で、あまこようこがオンリー1を達成。100万獲得。 |
| 2019年10月15日 | 藤本敏史（FUJIWARA）、あいにゃん、福田フェイフェイ、伊藤かりん、野呂佳代、ミラクルベルマジック、田代太一朗、西澤拓海、小林よしひさ、南明奈、三田寛子、山本博、うえちゃん、チーズボーイ、川崎希、玉木碧、鈴木柊真、市野真紗美、多部未華子(出題者ゲスト)                                                  | ディズニー             | このクイズのみ最高商品が『東京ディズニーシー・ホテルミラコスタスイートルーム宿泊券』が贈られ、第1問目で、うえちゃん、第8問目で、伊藤かりんがオンリー1を達成。その後オンリー1は出なかったが、MC設楽の独断とディズニースタッフの話し合いの結果、「一番頑張った」という鈴木柊真に『東京ディズニーランド新施設プレビュー招待券』がプレゼントされた。 |
| 2019年10月15日 | れきしクン、古今亭今輔 (6代目)、堀口茉純、松村邦洋、齋藤颯人、馬渕まり、五十嵐利休、お侍ちゃん、クリス・グレン、岡峰光舟、高橋英樹、本田剛文、小栗さくら、こうの、加治まや、栗原響大、岡田愛、松本順司                                                                                                  | 戦国武将               | 最終問題で、れきしクンがオンリー1を達成。100万円獲得。 |
| 2020年4月21日  | 小島よしお、岡副麻希、かまいたち（山内健司、濱家隆一）、渡部陽一、山口真由、ミッツ・マングローブ、岩永徹也、向井地美音（AKB48）、山本祥彰、モーリー・ロバートソン、土屋炎伽、小林航太、川島如恵留（Travis Japan）、菅原初代、東国原英夫、菊川怜、羽田圭介                                               | 漢字                   | このジャンルではオンリー1は出なかったが、このブロックで正解数首位だった山本祥彰には「気持ち程度の賞金」が贈られた。 |
| 2020年4月21日  | 高岸宏行（ティモンディ）、武井壮、長嶋一茂、棚橋弘至、谷繁元信 | 野球                   | 高岸宏行のみがキャッチし、オンリー1を達成。100万円獲得。 |
| 2020年4月21日  | サンシャイン池崎、吉川美代子、川崎希、柴田英嗣（アンタッチャブル）、横山由依（AKB48）、田中要次、原西孝幸（FUJIWARA）、中田有紀、川上麻衣子、藤あや子、杉本彩、菅田琳寧（7men侍）、とよた真帆、岡本玲、古坂大魔王、蝶野正洋、もも（チャラン・ポ・ランタン）                                             | 猫                     | 菅田琳寧が第4問目でオンリー1となり、100万円獲得。以降は賞金が10万円となり、最終問題で岡本玲がオンリー1となり、10万円獲得。 |
| 2021年2月6日   | 阿部亮平（Snow Man）、新井恵理那、岩永徹也、岡部 大（ハナコ）、川島如恵留、北川悠理（乃木坂46）、小島よしお、サーヤ（ラランド）、佐々木久美（日向坂46）、篠原梨菜（TBSアナウンサー）、かまいたち（山内健司、濱家隆一）、東国原英夫、松尾依里佳、宮崎美子、山本祥彰、涼 風花、渡辺江里子（阿佐ヶ谷姉妹） | 漢字                   | 岩永徹也が最終問題でオンリー1となり、100万円獲得。 |
| 2021年2月6日   | 哀川翔、松陰寺太勇（ぺこぱ）、本並健治、ゆきぽよ、脇阪寿一 | ドリフト               | 哀川翔と脇阪寿一の2人が成功したため、オンリー1達成ならず。 |
| 2021年2月6日   | ミキ（亜生、昴生）、チョコレートプラネット（長田庄平、松尾駿）、加藤史帆（日向坂46）、上村彩子（TBSアナウンサー）、こうちゃん、小宮山雄飛、斎藤司（トレンディエンジェル）、田村保乃（櫻坂46）、土屋アンナ、豊田エリー、中間淳太（ジャニーズWEST）、野呂佳代、原田曜平、南明奈、山崎玲奈、山本博         | 東京ディズニーリゾート | このクイズのみ最高商品が『東京ディズニーランドホテル・ディズニー美女と野獣ルーム宿泊券』が贈られ、第8問目で田村保乃、最終問題で斎藤司がオンリー1を達成。 |

## ネット局

### ゴールデンタイム時代
| 放送対象地域   | 放送局                    | 系列    | 放送日時           | ネット状況 | 備考   |
| -------------- | ------------------------- | ------- | ------------------ | ---------- | ------ |
| 関東広域圏     | TBSテレビ（TBS）          | TBS系列 | 火曜 19:00 - 20:57 | 制作局     | 制作局 |
| 北海道         | 北海道放送（HBC）         | TBS系列 | 火曜 19:00 - 20:57 | 同時ネット |        |
| 青森県         | 青森テレビ（ATV）         | TBS系列 | 火曜 19:00 - 20:57 | 同時ネット |        |
| 岩手県         | IBC岩手放送（IBC）        | TBS系列 | 火曜 19:00 - 20:57 | 同時ネット |        |
| 宮城県         | 東北放送（TBC）           | TBS系列 | 火曜 19:00 - 20:57 | 同時ネット |        |
| 山形県         | テレビユー山形（TUY）     | TBS系列 | 火曜 19:00 - 20:57 | 同時ネット |        |
| 福島県         | テレビユー福島（TUF）     | TBS系列 | 火曜 19:00 - 20:57 | 同時ネット |        |
| 山梨県         | テレビ山梨（UTY)          | TBS系列 | 火曜 19:00 - 20:57 | 同時ネット |        |
| 長野県         | 信越放送（SBC）           | TBS系列 | 火曜 19:00 - 20:57 | 同時ネット |        |
| 新潟県         | 新潟放送（BSN）           | TBS系列 | 火曜 19:00 - 20:57 | 同時ネット |        |
| 静岡県         | 静岡放送（SBS）           | TBS系列 | 火曜 19:00 - 20:57 | 同時ネット |        |
| 富山県         | チューリップテレビ（TUT） | TBS系列 | 火曜 19:00 - 20:57 | 同時ネット |        |
| 石川県         | 北陸放送（MRO）           | TBS系列 | 火曜 19:00 - 20:57 | 同時ネット |        |
| 中京広域圏     | CBCテレビ（CBC）          | TBS系列 | 火曜 19:00 - 20:57 | 同時ネット |        |
| 近畿広域圏     | 毎日放送（MBS）           | TBS系列 | 火曜 19:00 - 20:57 | 同時ネット |        |
| 鳥取県・島根県 | 山陰放送（BSS）           | TBS系列 | 火曜 19:00 - 20:57 | 同時ネット |        |
| 岡山県・香川県 | RSK山陽放送（RSK）        | TBS系列 | 火曜 19:00 - 20:57 | 同時ネット |        |
| 広島県         | 中国放送（RCC）           | TBS系列 | 火曜 19:00 - 20:57 | 同時ネット |        |
| 山口県         | テレビ山口（tys）         | TBS系列 | 火曜 19:00 - 20:57 | 同時ネット |        |
| 愛媛県         | あいテレビ（itv）         | TBS系列 | 火曜 19:00 - 20:57 | 同時ネット |        |
| 高知県         | テレビ高知（KUTV）        | TBS系列 | 火曜 19:00 - 20:57 | 同時ネット |        |
| 福岡県         | RKB毎日放送（RKB）        | TBS系列 | 火曜 19:00 - 20:57 | 同時ネット |        |
| 長崎県         | 長崎放送（NBC）           | TBS系列 | 火曜 19:00 - 20:57 | 同時ネット |        |
| 熊本県         | 熊本放送（RKK）           | TBS系列 | 火曜 19:00 - 20:57 | 同時ネット |        |
| 大分県         | 大分放送（OBS）           | TBS系列 | 火曜 19:00 - 20:57 | 同時ネット |        |
| 宮崎県         | 宮崎放送（MRT）           | TBS系列 | 火曜 19:00 - 20:57 | 同時ネット |        |
| 鹿児島県       | 南日本放送（MBC）         | TBS系列 | 火曜 19:00 - 20:57 | 同時ネット |        |
| 沖縄県         | 琉球放送（RBC）           | TBS系列 | 火曜 19:00 - 20:57 | 同時ネット |        |

## スタッフ
第4回放送分
- ナレーション：あおい洋一郎
- 企画・構成：堀江利幸（第4回のみ「エンジェル」表記[5]）
- 構成：竹村武司、田中裕作、町田直也、大平将貴（大平→第3回-）
- TM：鈴木博之（TBSテレビ）
- TD：中村年正
- CAM：間島啓輔
- VE：宇都宮勝
- ミキサー：斎藤宏司
- 照明：木村郁恵
- 美術プロデューサー：岡嶋正浩（第2回-）
- 美術デザイナー：寒友哉（第2回-）
- 美術制作：岩城正和（第2回-）
- 装置：正代俊明（第2回-）
- 装置操作：山本晃靖（第2回-）
- メカシステム：庄子泰広（第2回-）
- 電飾：阿部達矢（第2回-）
- アクリル装飾：古川明音（第2回-）
- 装飾：村上史菜乃
- メイク：三田彩聖
- 編集：太田健二
- MA：蜷川広泰
- 音効：岡田淳一
- CG：森三平
- 技術協力：東通、スウィッシュ・ジャパン、麒麟スタジオ（東通・麒麟は第3回-、スウィ→第4回）
- 美術協力：アックス
- 監修：高城光
- 協力：タカハシレーシング、松岡純正
- 宣伝：多賀名千尋・林遼二・筒井理恵（共にTBSテレビ、多賀名→第2回-、林・筒井→第4回）
- 編成：中西真央（TBSテレビ）
- デスク：大澤麻子（TBSテレビ）
- TK：楮本真澄
- AP：加藤彩華、日野絢介（日野→第2回はAD、第3回はAP）、小嶋悠介
- AD：太田優衣、芝内竜成、丸尾直人、本山健太、渡部あすか、鐙友里、伊澤結花、山本祥光、秋月陽和（築館・本山・本村→第2回-）
- ディレクター：高橋立志、築舘健太（築舘→第3回はAD、第4回はディレクター）
- 演出：磯部修、永山靖章（BMC）、佐伯直哉（ROFL、佐伯→第2回はディレクター、第4回は演出）、福岡隆幸（ROFL、福岡→第3回はディレクター、第4回は演出）
- 総合演出：倉田敬之（ROFL）
- プロデューサー：加藤丈博（TBSテレビ、第1,2回は編成、第3回はP）、長嶺望（オフィスNY）、増村紀男（ROFL）
- CP：江藤俊久（TBSテレビ、第4回）
- 制作協力：ROFL（第1,2回は製作著作、第3回は制作協力名義）
- 制作：TBSテレビコンテンツ制作局バラエティ制作二部（第4回、第3回はTBSテレビ制作局制作二部）
- 製作著作：TBS

### 過去のスタッフ
- ナレーション：中島静佳（第3回）
- TM：荒木健一（TBSテレビ、第3回）
- TD：山田洋和（第2回）
- CAM：中村純（第2回）、上村信夫（第3回）
- VE：楠部達也（第2回）、吉田崇（第3回）
- VTR：吉岡辰沖（第2回）
- ミキサー：西田敬（第2回）
- 照明：斎藤卓（第2回）、鈴木英敬（第3回）
- 編集：佐々木智司（第2回）、今野友貴（第3回）
- MA：斉藤亮（第2回）、松尾隆裕（第3回）
- 技術協力：池田屋（第2,3回）、イカロス（第2回）
- 監修：小和田義経（第2回）、清水満（第3回）
- 宣伝：新川康朗（TBSテレビ、第2,3回）
- 編成：渡瀬暁彦（TBSテレビ、第3回）
- MP：篠塚純（TBSテレビ、第3回）
- AD：八木瞭、山ノ口竜児、齋藤圭吾（八木・山ノ口・齋藤→第2回）、本村明生、川村健吾（本村・川村→第3回）
- ディレクター：小林剛・太田実・橋本伸行（以上ROFL、全員第2回-）
- 演出：小田清仁（ROFL）、金田勇樹
- AP：山ノ内禎枝（The King Maker）、川村理美（全員第2回）
- プロデューサー：櫻井弘美（ROFL）、岡本計（てっぱん）